# Rue de la République (Bobigny)
Pour les articles homonymes, voir Rue de la République.
La rue de la République, est l'une des principales voies de communication de Bobigny.

## Situation et accès

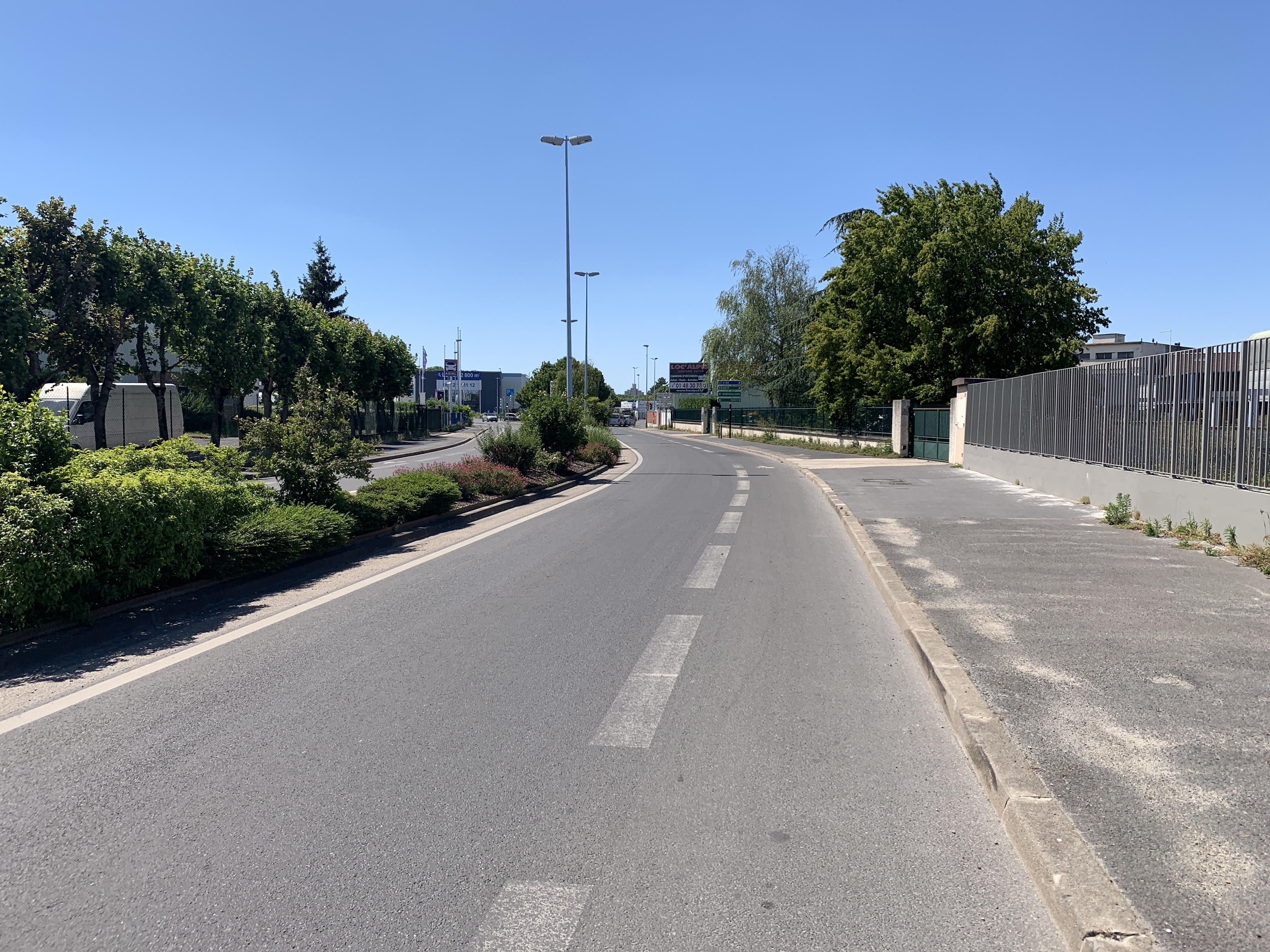
Rue de la République à Bobigny.

La rue est orientée d'ouest en est, et commence son parcours dans le prolongement de l'avenue de la Division-Leclerc.
Elle passe sous les voies de la ligne de desserte de Noisy-le-Sec puis celles de la ligne ferroviaire de Bobigny à Sucy - Bonneuil, par un fort dénivelé, puis croise la rue de la Gare, côté nord.
Elle se termine dans l'axe du boulevard Lénine.

## Historique

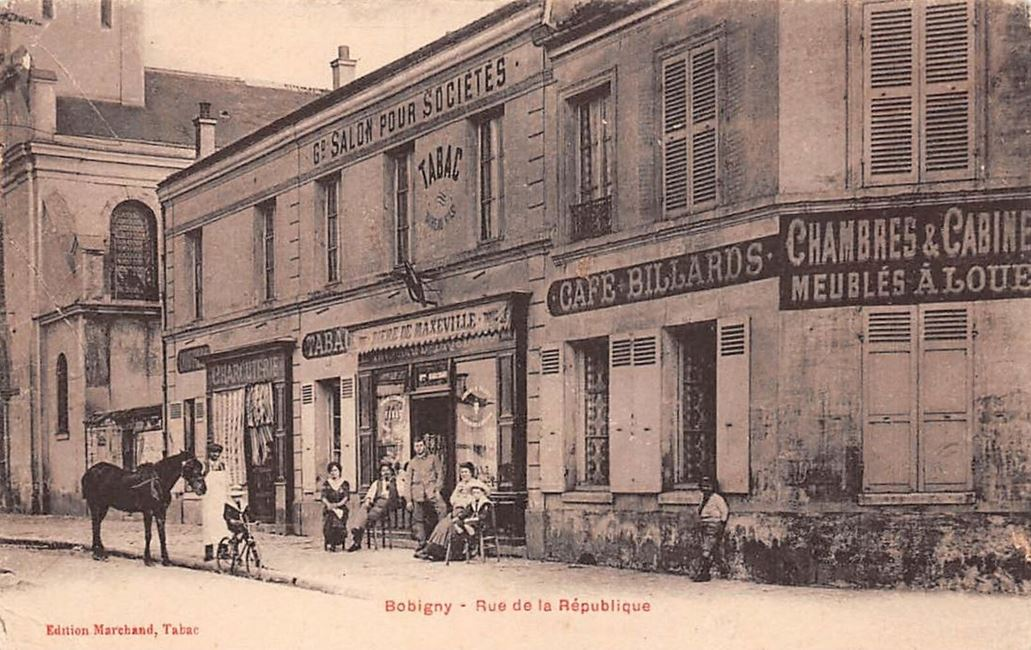
Bobigny, la rue de la République.

Comme l'avenue de la Division Leclerc à Bobigny et la rue Carnot (scindée et renommée en boulevard Lénine et boulevard Maurice-Thorez), elle fait partie de l'ancien chemin de Saint-Denis à Bondy, dont le tracé est aujourd'hui suivi par la route départementale 27.
Le 25 avril 1918, durant la première Guerre mondiale, un obus lancé par la Grosse Bertha explose au no 143 rue de la République. 

## Bâtiments remarquables et lieux de mémoire

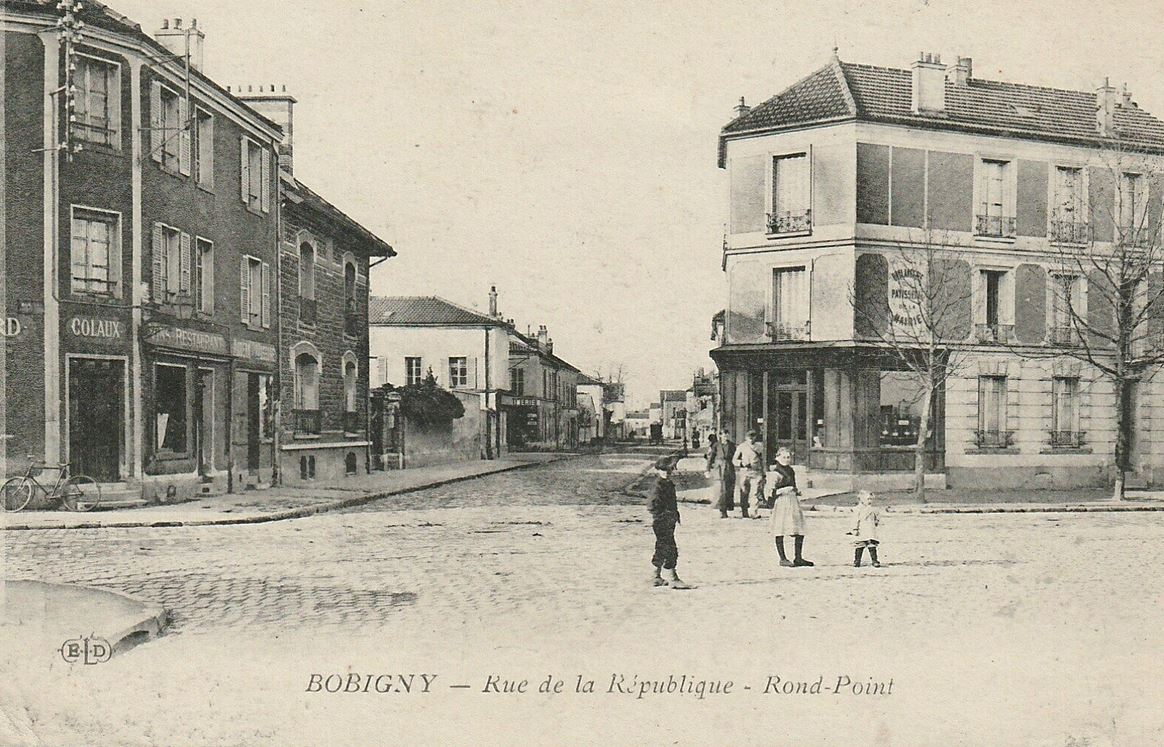
Rue de la République, le rond-point.

- Direction territoriale de la sécurité de proximité[4]
- Collège République, édifié en 1970, édifié selon les principes fonctionnalistes en vigueur à cette époque[5].
- Bourse Départementale du Travail de la Seine-Saint-Denis.